# Faune ziga-zaga
El faune ziga-zaga (Hipparchia fidia) és una espècie de lepidòpter papilionoïdeu de la família dels nimfàlids (Nymphalidae) present als Països Catalans.

## Descripció

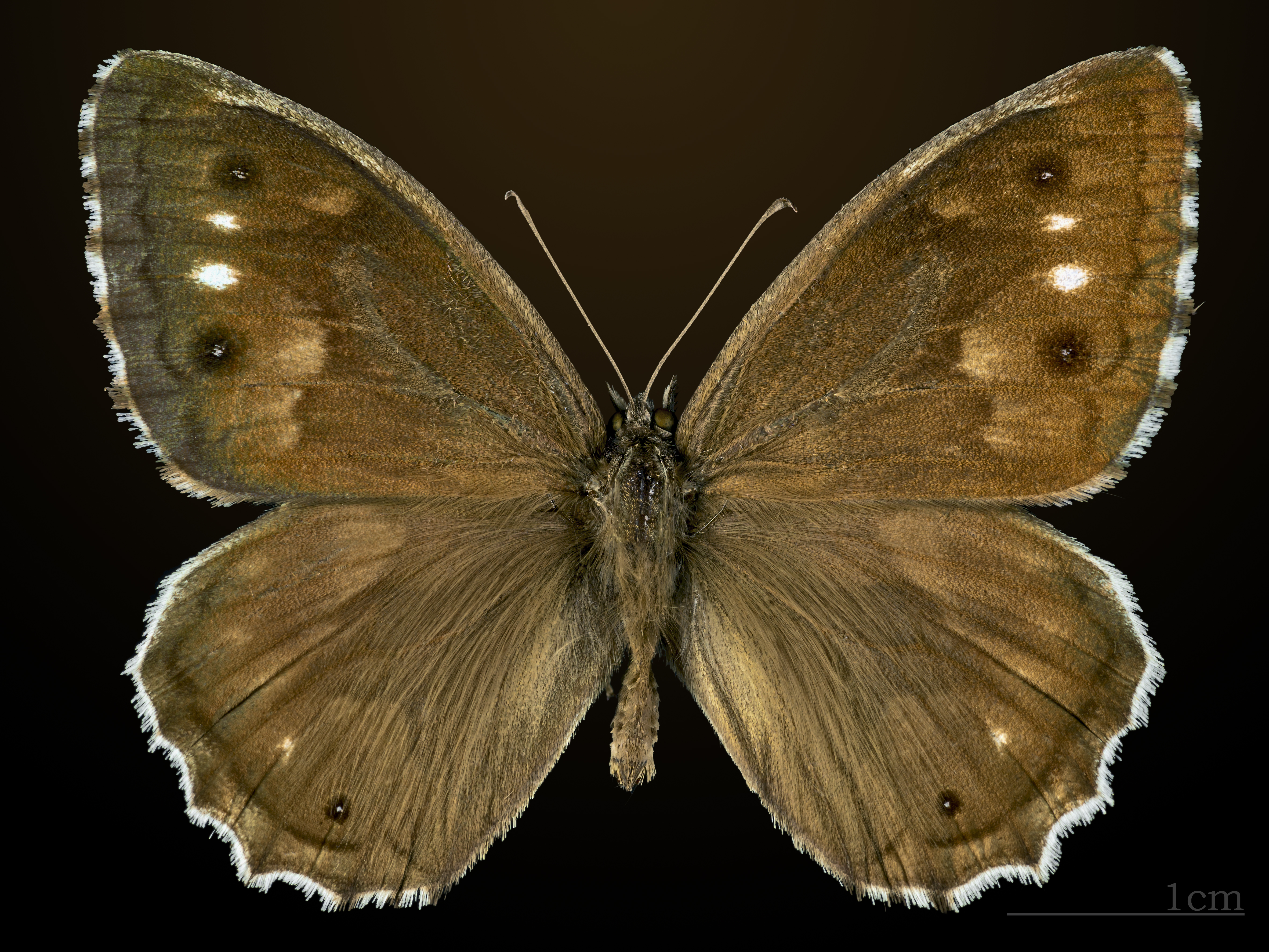
♂
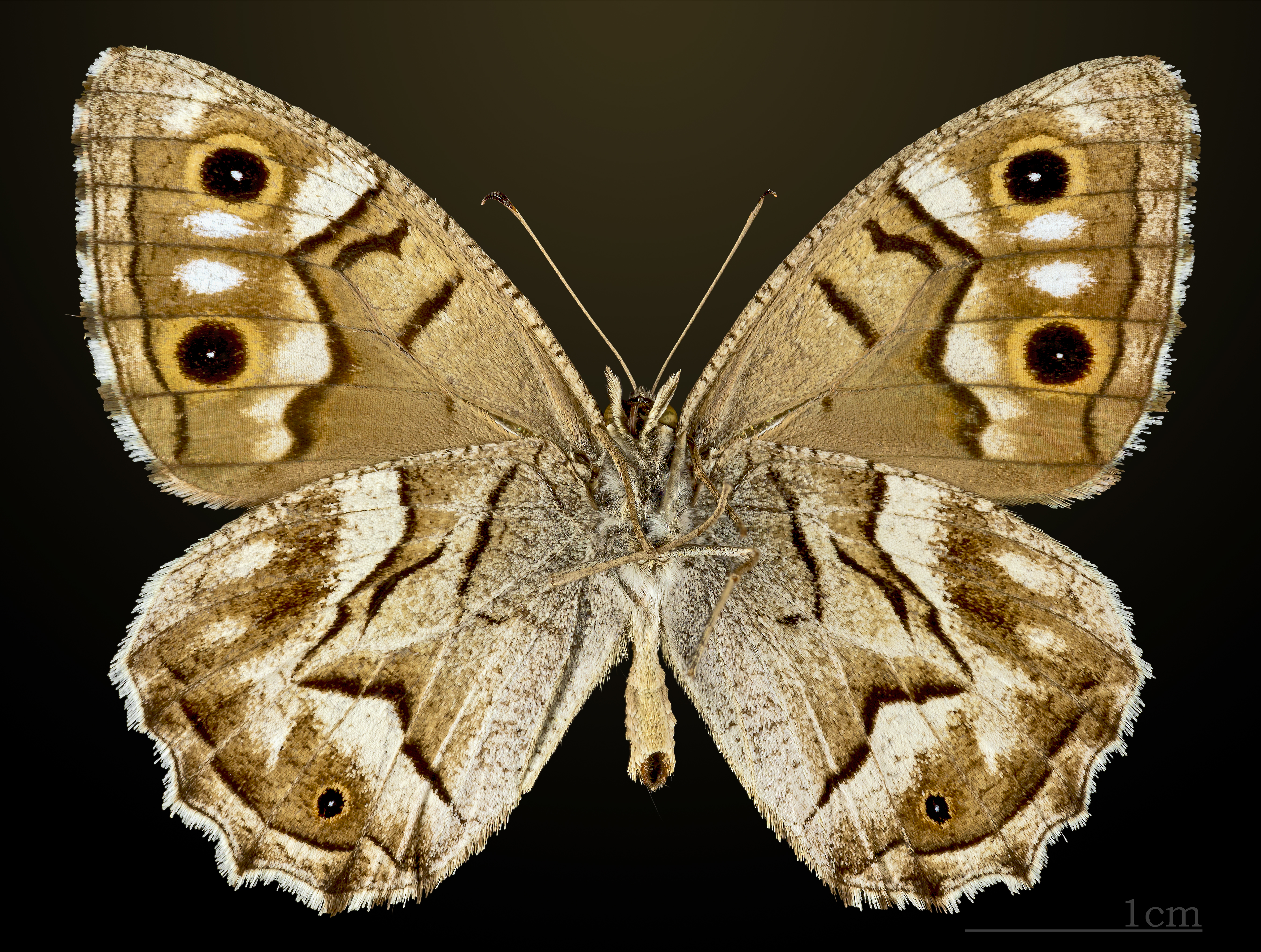
♂△
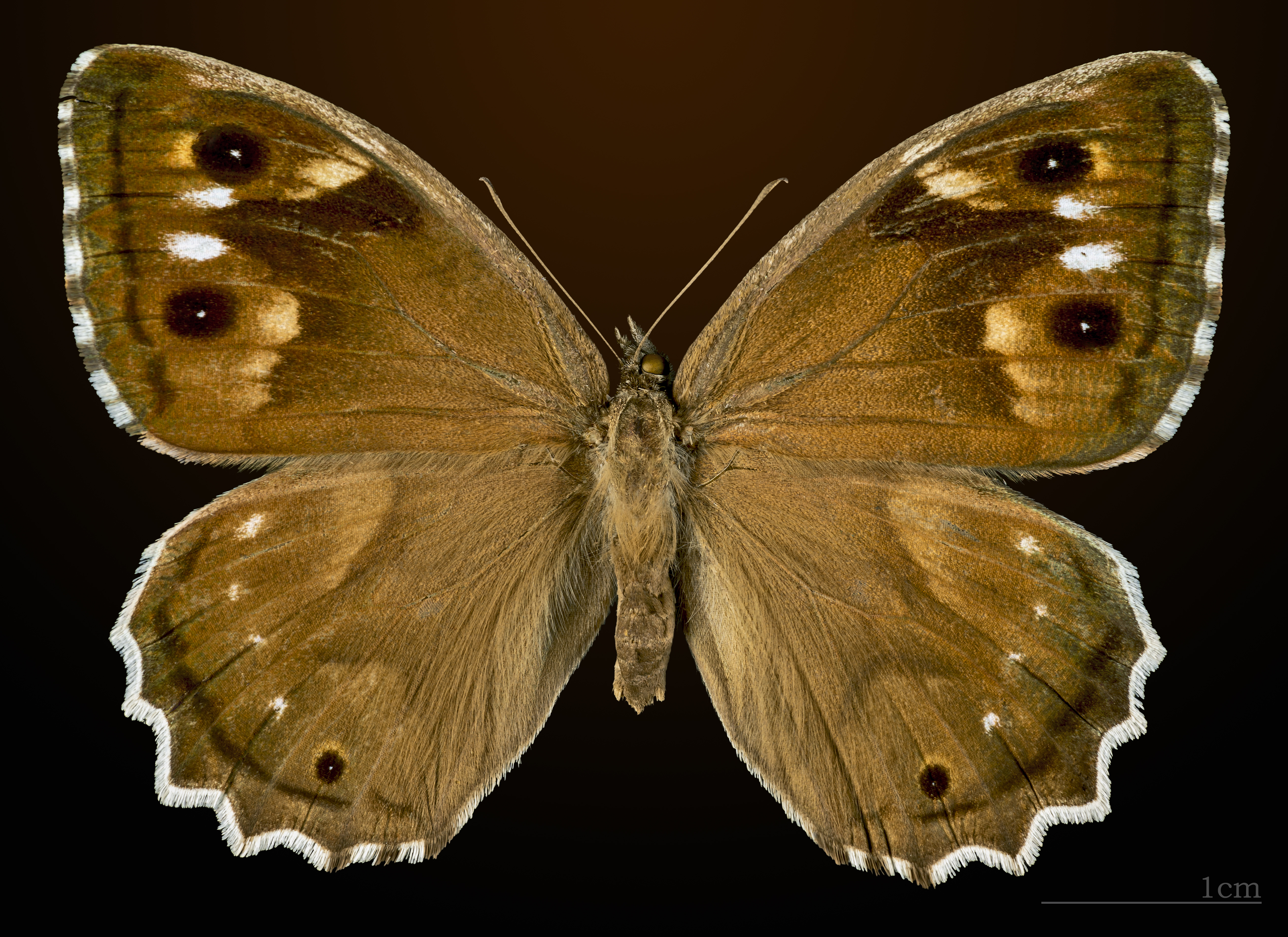
♀
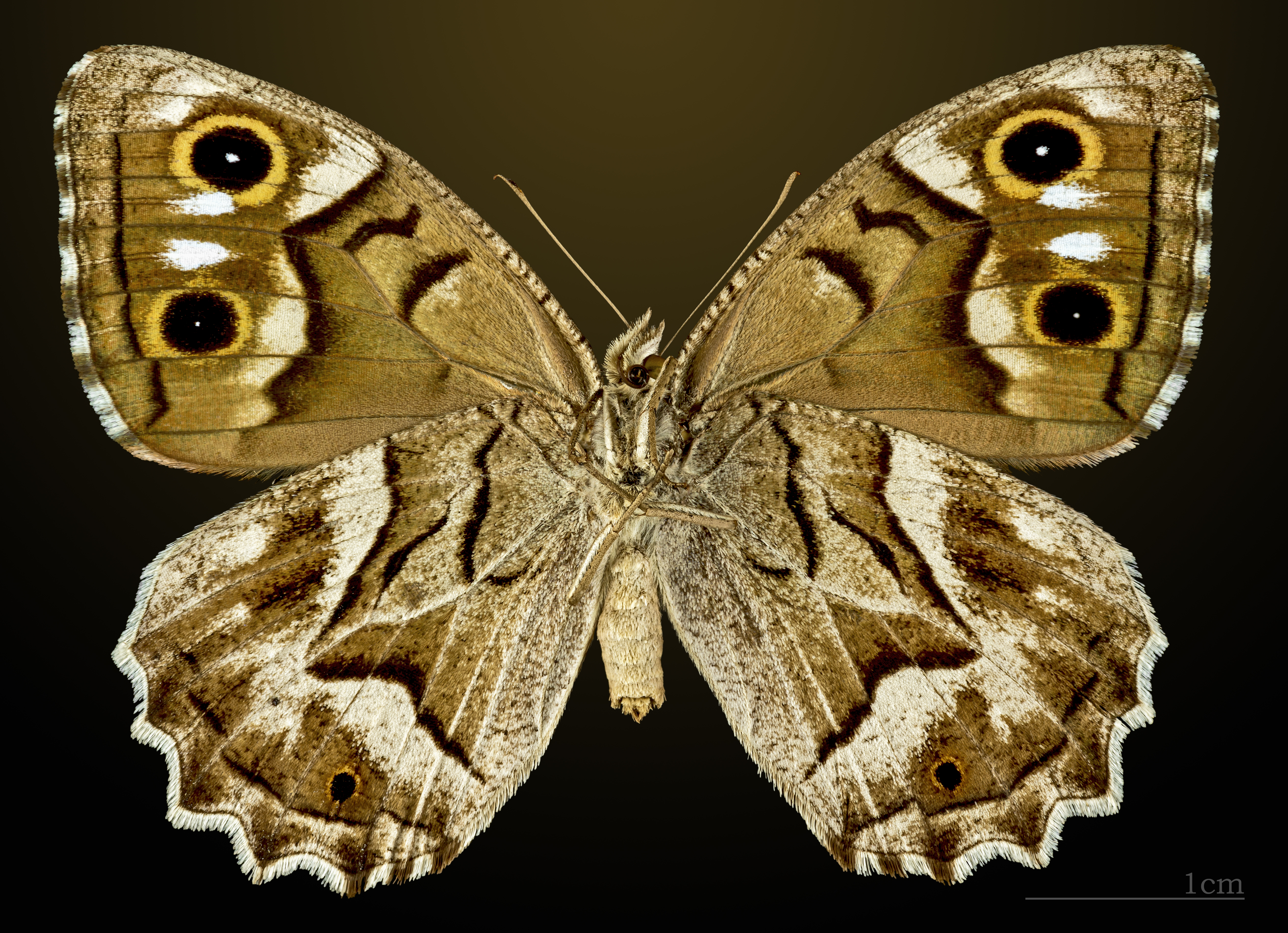
♀ △

## Distribució
Es distribueix pel nord-oest d'Àfrica i sud-oest d'Europa. A la península Ibèrica es troba arreu excepte una fina franja al nord peninsular vorejant l'Atlàntic; present a l'illa de Mallorca.

## Hàbitat
Prefereix zones càlides i seques, tant en indrets herbosos i arbustius com en llocs rocosos de boscos oberts. L'eruga s'alimenta de gramínies tals com Cynodon dactylon, Dactylus glomerata, Festuca elegans, Brachypodium pinnatum, Brachypodium retusum, Brachypodium phoenicoides, Stipa offneri, Stipa parviflora, Stipa lagascae, Poa annua, Poa pratensis, Milium multiflorum, Oryzopsis...

## Període de vol i hibernació
Vola en una sola generació entre finals de juny i finals d'agost a Europa i entre juliol i setembre a Àfrica.